# FASA
FASAコーポレーション（FASA Corporation）は、1980年から2001年まで存在したアメリカ合衆国のロールプレイングゲームとウォーゲームとボードゲームの出版社である。FASAの社名の起源はen:Marx Brothersの映画Duck Soupの中のジョーク"en:Freedonian Aeronautics and Space Administration"のアクロニムである。この冗談的な態度は、FASAのゲームにおいてユーモラスな自己参照に引き継がれた。例えば、シャドウランでは、シカゴのFASAのオフィスの近くで戦術核兵器が爆発したという設定がある。
FASAの名前が最初に現れたのはGDWのロールプレイングゲーム「トラベラー」のライセンシーで、トラベラーのサプリメントをプロデュースし、特にキース兄弟の仕事で知られた。会社は大手ゲーム会社としての地位を確立するために、最初にライセンスされた「スタートレック」RPGを出版し、その後いくつかのオリジナルゲームが成功した。この中に注目に値する「バトルテック」と「シャドウラン」のシリーズが含まれていた。彼らの「スタートレック」RPGのサプリメントと宇宙船の戦術ゲームは、ウォーゲームのコミュニティの外で人気があり楽しまれ、当時「スタートレック」世界の公式設定は広く行き渡っておらず、そのためゲームのサプリメントが提供する詳細な設定がファンに切望された。非常に成功した「バトルテック」のシリーズはビデオゲームのシリーズになり、最初の仮想現実ゲームのひとつになり、開発時に会社の細分化によって作成された『ESP』("Extremely Secret Project"のアクロニム)が知られている、そして土曜日の朝にanimated TV seriesが放送された。

## 作品
- バトルテック (en:MechWarrior)
- en:Crimson Skies
- en:Crucible: Conquest of the Final Realm
- Doctor Who
- アースドーン
- en:Renegade Legion
- シャドウラン
- Star Trek
- VOR the Maelstrom

## 社史
FASAは1980年に en:Jordan Weismanとen:L. Ross Babcock IIIの二人によって資本金350ドルで設立された。二人はアメリカ商船アカデミーで仲間のゲーマーだった。Jordanの父en:Mort Weismanが、自分の本の出版事業en:Swallow Pressを売却し、1985年に会社の運用管理のために入社。Mortの資本注入と新しい商業的方向性の下、会社は多様な盆とミニチュアを出し始めた。イギリスの流通業者とホビーのチャート流通者の助言を受けた後、FASAは「バトルテック」の小立像をメタルフィギュアの製造業者にライセンスした。FASAは後にアメリカのフィギュア製造業者ラルパーサを買収。それまでMortは紙と金属をベースにした商売を行っていた、会社はコンピューターゲームの開発に焦点を当てた。彼らはen:BattleTech Centers/Virtual Worldなど仮想現実に特に興味を持つのと同様にデスクトップのコンピューターゲームも開発した。マイクロソフトが子会社のen:FASA Interactiveを買収した時、Babcockはこの会社についていった。後にVirtual Worldが売りに出されると、Jordanはen:WizKidsと呼ばれる新しいゲームベンチャーの設立に転じた。

## 現状と知的財産
FASAは2001年4月30日に突然活動を停止した。ただし倒産等したわけではなく知的財産権を保持する企業として存在し、他の出版社にライセンスしている。伝えられるところでは、同社はまだ経済的問題なかったが、下り坂と認識している所有者が閉鎖することを決めた。Mort Weismanは紙ベースのゲーム事業の将来に自信が低いとして、数年間に渡り退職の話をされていた。彼はFASAの知的財産の価値が高いと考えていたが、過去10年以上に渡り仕事を続けることを望まなかった。継続企業の複雑な分割に不本意に取り組み、所有者は2001年1月25日にプレスリリースを出し、ビジネスの即時閉鎖を発表した。
バトルテックとシャドウランの権利はen:WizKidsに売却され、出版ライセンスはFanPro LLCのあとにen:Catalyst Game Labsに転じた。アースドーンのライセンスはWizkidsに売却され、後にFASAに戻った。RedBrick Limitedが実質的に現在のライセンスを所有するまでの間に、en:Living Room Gamesがアースドーンの第2版を出版した。en:Crimson Skiesはen:Zipper InteractiveがFASAのライセンスの下、FASA Interactiveブランドでオリジナルに開発された。FASA Interactiveはマイクロソフトに買収され、Crimson Skiesの権利はマイクロソフトが保持している。ミニチュアゲームVOR the Maelstromの権利はデザイナーのMike "Skuzzy" Nielsenに戻されたが、法的な問題もあっていかなる形態においても再発行されていない。マイクロソフトは会社のゲーム部門のFASAチームを2007年9月12日に閉鎖した。
2007年12月6日、FASA創設者のen:Jordan Weismanは新しいベンチャーのen:Smith & Tinkerを発表し、マイクロソフトからen:MechWarrior、シャドウランそしてen:Crimson Skiesの電子的ゲームのライセンスを受けた。2008年4月28日、Mike "Skuzzy" NielsenはVor 2.0の開発プランを発表した。